# Backtrack (Nickerie)
Backtrack is een grensovergang aan de Zeedijk in de Corantijnpolder in Nickerie, Suriname. Vanaf hier kunnen personen de Corantijn oversteken naar Guyana.
De oversteek is illegaal en werd tot in de jaren 2010 gehandhaafd met boetes. Sinds 2019 wordt de overtocht gedoogd en is er een politiepost geïnstalleerd. Ook bevindt zich op de dijk een hindoetempel voor reizigers. De Guyanese overheid gedoogt de illegale overtocht eveneens.
De officiële grensovergang tussen Suriname en Guyana bevindt zich iets zuidelijker aan de Corantijn vanaf het plaatsje South Drain, aan het eind van de Oost-Westverbinding. Op 27 mei 2019 ging de veerboot vanaf South Drain stuk en werd de dienst voor meerdere jaren onderbroken, waardoor Backtrack het enige overgebleven alternatief is voor de oversteek. Tot 2019 verloor de Canawaima-veerdienst een miljoen SRD aan de illegale oversteek via Backtrack.